# Sei bounty killers per una strage
Sei bounty killers per una strage è un film italiano del 1973 diretto da Franco Lattanzi.

## Trama
Il governatore del Kansas arruola sei bounty killers per liberare moglie e figlia, rapite da un bandito che spadroneggia ad Abilene.